# Bułgakowo
Bułgakowo (ros. Булга́ково) – wieś w Rosji, w Baszkortostanie. W 2010 roku liczyła 3591 mieszkańców.